# Кристоф Мекленбургский
Кристоф Мекленбургский (нем. Christoph zu Mecklenburg; 30 июля 1537, Аугсбург — 4 марта 1592, Темпцинский монастырь) — герцог Мекленбургский, администратор Ратцебургского епископства и Мировского комтурства.

## Биография
Герцог Кристоф — сын герцога Альбрехта VII Мекленбург-Гюстровского и его супруги Анны Бранденбургской. По настоянию старшего брата Иоганна Альбрехта I 17-летний герцог Кристоф в 1554 году был назначен преемником епископа Кристофа фон дер Шуленбурга и тем самым первым лютеранским администратором Ратцебургского монастыря.
В 1555 году герцог Кристоф также занял должность коадъютора архиепископа Рижского Вильгельма Бранденбургского с правом наследования его поста. Этот выбор был противоречивым и привёл к вооружённым столкновениям, в ходе которых 1 июля 1556 года обоих арестовали в Кокнесе. В 1557 году их освободили в результате переговоров и признали коадъюторами, но и после смерти Вильгельма Бранденбургского в 1563 году Кристоф не мог реализовать свои претензии наследовать архиепископство и в ходе последующего конфликта с поляками был вновь арестован. В 1569 году он вышел на свободу, отказавшись от всех своих претензий на Ригу, и вернулся в Мекленбург.

## Семья
Герцог Кристоф женился 27 октября 1573 года на Доротее Датской (1528—1575), дочери короля Дании Фредерика I. Доротея умерла спустя два года в резиденции ратцебургского епископа в Шёнберге. Второй супругой герцога Кристофа Мекленбургского 7 мая 1581 года стала Елизавета Шведская, дочь короля Швеции Густава Вазы. В этом браке родилась дочь Маргарита Елизавета (1584—1616), которая в 1608 году вышла замуж за герцога Иоганна Альбрехта II Мекленбургского. После смерти Кристофа Елизавета вернулась на родину в Швецию и была похоронена в Уппсальском соборе. Кристофа похоронили в Шверинском соборе.